# 엑사이엔씨
엑사이엔씨(Exaenc)은 대한민국의 CR의장, 파티션, 인테리어공사 기업이다. 본사는 서울 구로구 구로동 디지털로 288 대륭포스트타워1차 15층 1501호에 위치해 있다. 대표이사는 김성후이다. 주요 고객으로는 LG디스플레이이다.

## 참고 문헌
1. ↑  한국IR협의회 기술분석보고서-엑사이엔씨 2018. 6. 14[깨진 링크(과거 내용 찾기)]
2. ↑  김선영, 한국IR협의회 기술분석보고서-엑사이엔씨 2020.08.27.
3. ↑  범LG가(家)의 '구자극 엑사이엔씨 회장 구하기', 뉴스핌, 2012년 2월 7일